# Lex Fufia Caninia
Nell'antica Roma, la lex Fufia Caninia del 2 a.C. fu una delle leggi che le assemblee romane fecero passare per richiesta di Ottaviano Augusto. La legge prende il nome da Lucio Caninio Gallo e da Gaio Fufio Gemino, consoli suffecti appunto nell'anno della promulgazione della legge. Nelle fonti è spesso attestata con il nome erroneo di Lex Furia Caninia.
Questa legge come la più tarda lex Aelia Sentia pose delle limitazioni alla manomissione degli schiavi.
Si prevedeva infatti, che il padrone per testamento potesse liberare i suoi schiavi tramite manumissione ma in un numero limitato. Questa cifra era ottenuta con una proporzione rispetto al numero totale di schiavi posseduti dal padrone. 
In ogni caso non si poteva mai superare il numero di 100.
Nel caso specifico un padrone che possedeva tre schiavi avrebbe potuto liberarne solamente due; se ne aveva da quattro a dieci avrebbe potuto liberarne solo la metà; con un numero di schiavi tra undici e trenta solo un terzo, e così via.
Secondo le Institutiones di Gaio la legge stabiliva:
(Gaio, Institutiones, I, 42-46.)
Secondo Svetonio, Augusto pose regole precise sull'affrancamento spinto dalla convinzione personale che fosse «importante conservare la purezza della razza romana e preservarla da ogni mescolanza con sangue straniero e servile». Adam Ziólkowski, tuttavia, ritiene che l'intenzione attribuitagli da Svetonio «sembra essere una proiezione dell'ossessione del ceto al quale apparteneva lo scrittore».
Ponendo queste limitazioni, è possibile che Augusto volesse porre un freno alla leggerezza con cui venivano affrancati gli schiavi, criticata a quell'epoca da una parte dell'opinione pubblica (compreso lo storico Dionigi di Alicarnasso in una digressione delle sue Antichità romane) in quanto molti degli schiavi affrancati erano considerati malviventi e dunque avrebbero potuto cagionare disordini (inoltre concedere la libertà a schiavi che non se la meritavano in quanto macchiatisi di gravi crimini sarebbe risultato immorale e in contrasto con il mos maiorum). Per quanto riguarda le manumissioni testamentarie, secondo Dionigi di Alicarnasso i padroni le concedevano spinti dal desiderio di essere ben ricordati dopo la loro morte, non curandosi del fatto che tra gli schiavi liberati vi fossero dei malviventi; tuttavia, «la maggioranza delle persone, nonostante tutto, considerando queste macchie che possono a stento essere lavate dalla città, sono addolorate e condannano il costume, considerando indecoroso che una città dominante che aspira a governare il mondo intero dovrebbe rendere cittadini siffatti uomini». Dionigi di Alicarnasso, che scriveva poco prima della promulgazione della Lex Fufia Caninia, esortò i magistrati romani (censori o consoli) a prendere provvedimenti su questa questione, per esempio conducendo inchieste sulle persone liberate ogni anno in modo da suddividerle in due categorie: quelli ritenuti degni della cittadinanza romana avrebbero potuto rimanere nell'Urbe, mentre quelli ritenuti indegni e corrotti sarebbero stati espulsi e inviati in qualche colonia. Poco tempo dopo Augusto prese provvedimenti sulla questione ponendo limiti alle manumissioni testamentarie con la Lex Fufia Caninia e all'acquisizione della cittadinanza romana da parte dei liberti con la Lex Aelia Sentia.
D'altro canto è il caso di rilevare che la legge non poneva limitazioni analoghe alle liberazioni disposte in vita, dimostrandosi così non del tutto adeguata a prevenire i problemi di ordine pubblico sopra menzionati. Fu così abrogata da Giustiniano I nel 528 insieme ad altre leggi sulla schiavitù, anche perché considerate ormai anacronistiche:
Vogliamo che le libertà lasciate ai servi per testamento sia dirette che fedecommissarie indistintamente siano valide ad esempio delle libertà lasciate con atto tra vivi, dovendo peraltro non ostare la legge Fufia Caninia, la quale non deve impedire che le umane disposizioni dei testatori in favore dei loro servi abbiano effetto.
Giustiniano a Mena prefetto del pretorio. Data il 1° di giugno, secondo consolato dell'Augusto Giustiniano [528].»
(Codex Iustinianus, VII, 3, De lege fufia caninia tollenda.)
(Institutiones, I, 7)